# Kaltmassivumformung
Kaltmassivumformung ist eine Bezeichnung für Umformverfahren, die im Allgemeinen dem Druckumformen und hier im Speziellen der Untergruppe Durchdrücken (DIN 8583) zuzuordnen sind, also Verfahren der Massivumformung. Das Besondere bei der Kaltmassivumformung ist, dass die Rohteile für das zu erzeugende Werkstück vor der Umformung nicht erwärmt, sondern bei Raumtemperatur in das Werkzeug eingelegt werden. Während der Umformung können die Bauteile aber durchaus Temperaturen von mehreren 100 °C erreichen. Die Umformung selbst wird in einer oder mehreren Prozessstufen durchgeführt. Im Allgemeinen wird aber unter Kaltmassivumformung das Kaltfließpressen verstanden (siehe Fließpressen).

## Wirtschaftlichkeit
Wegen der im Vergleich zu den Kosten des Werkstückes hohen Investitionen für die bei der Kaltmassivumformung einzusetzenden Pressen sowie für die werkstückspezifischen Werkzeuge ist dieses Fertigungsverfahren besonders geeignet für die Herstellung von Massenteilen wie Schrauben, Hülsen und Formteilen, insbesondere für die Automobilindustrie und die Befestigungstechnik. Klassische Anwendungen sind auch die Prägung von Münzen sowie die Herstellung von Geschosshülsen und Nüssen für Steckschlüsselsätze.
Verglichen mit der Warmmassivumformung (Schmieden) ist die Form- und Maßhaltigkeit der umgeformten Werkstücke erheblich größer, da keine Schwindung beim Abkühlen und keine Verzunderung auftreten. Weil die Werkstoffe sich beim Pressen im kalten Zustand (Kaltumformung) verfestigen, können bei der Kaltmassivumformung höherwertige Stahlqualitäten ersetzt werden. Aufgrund des begrenzten Formänderungsvermögens der Werkstoffe und der hohen Kontaktspannungen zwischen Werkstück und Werkzeug ist der Anwendungsbereich der Kaltmassivumformung auf niedrig legierte Stähle und verschiedene Nichteisenmetalle (insbesondere Aluminium und Kupfer) eingeschränkt sowie auf vorwiegend rotationssymmetrische Formen, da hier die Spannungsverteilung besser beherrschbar ist.
Der Vorteil gegenüber spanabhebenden Verfahren (Drehen, Fräsen, Bohren) liegt einerseits in der Materialersparnis und andererseits in der Bearbeitungsgeschwindigkeit. Gegenüber der Warmmassivumformung (Schmieden) kommen die Energieersparnis (sofern auf ein Zwischenglühen/Rekristallisationsglühen verzichtet werden kann), die Oberflächengüte und insbesondere die Formgenauigkeit hinzu, derentwegen nachfolgende Bearbeitungsgänge reduziert oder in geeigneten Fällen ganz entfallen können.
Aufgrund der wirtschaftlichen Vorteile ist der Anteil der Kaltmassivumformung am Gesamtvolumen der Fertigungsverfahren wachsend.

## Verfahren
Bei der Massivumformung werden die Werkstücke in einer Presse zwischen einem Pressstempel (auch Dorn oder beim Prägen Pfaffe genannt) und einer Matrize (auch Pressbuchse) mit erheblichen Drücken verformt. Kaltes Ausgangsmaterial erfordert dabei höhere Presskräfte als warmes.
 Bei entsprechender Formgebung von Matrize und Stempel wird der Werkstoff gezwungen, in den Freiraum zwischen Matrize und Stempel zu fließen. Enthält die Matrize eine Verjüngung, so spricht man von einem Reduzieren des Werkstücks. Beim Reduzieren vermindert sich der Durchmesser des Werkstücks, was gleichzeitig zu seiner Verlängerung führt. Ist zwischen Matrizeninnenseite und Stempel ein Hohlraum, in den der Werkstoff durch das Pressen fließt, entsteht im Werkstück eine napfförmige Ausbuchtung entsprechend der Form des Stempels. Man spricht hier vom Napfen durch das Eindringen eines Stempels in das Ausgangsmaterial. Je nach Fließrichtung des Werkstoffes spricht man vom Vorwärts- oder Rückwärtsfließpressen. Eine Besonderheit ist das Querfließpressen, bei dem der Werkstoff überwiegend quer oder schräg zur Bewegungsrichtung des Stempels fließt.

## Weblink
- German Cold Forging Group